# Allen Dulles
Allen Welsh Dulles (ur. 7 kwietnia 1893 w Watertown, zm. 29 stycznia 1969 w Waszyngtonie) – szef amerykańskiego wywiadu (OSS) w Europie podczas II wojny światowej (rezydował w Bernie przy Herrengasse 23), Dyrektor Centrali Wywiadu (Director of Central Intelligence – DCI) od lutego 1953 do listopada 1961 oraz członek Komisji Warrena. Pierwszy cywilny kierownik CIA i dotychczas najdłużej sprawujący to stanowisko człowiek.

## Życiorys
W 1941 roku został zwerbowany przez Williama Donovana do OSS, a w listopadzie 1942 wysłany do Berna, oficjalnie jako asystent amerykańskiego posła Lelanda Harrisona, i dotarł tam ostatnim pociągiem kursującym do Szwajcarii przez Francję Vichy. Jako szef OSS na Europę współpracował z ruchami oporu w okupowanych przez Niemców krajach, a także z austriackim, antynazistowskim ruchem oporu. Prowadził strategicznie ważną operację Crossbow i inne operacje wywiadowcze mające na celu sabotowanie niemieckiej Wunderwaffe, w szczególności fabryk rakiet V-1 i V-2. 8 marca 1945 w ramach tzw. operacji Sunrise spotkał się z SS-Obergruppenführerem Karlem Wolffem w celu uzgodnienia warunków kapitulacji wojsk niemieckich we Włoszech, co nastąpiło 2 maja 1945 roku.
Jako szef Centralnej Agencji Wywiadowczej (CIA) na wczesnych etapach zimnej wojny nadzorował irański zamach stanu w 1953 roku, gwatemalski zamach stanu z 1954 roku, program samolotów szpiegowskich Lockheed U-2, program kontroli umysłu Project MKUltra oraz inwazję w Zatoce Świń. Został zwolniony z funkcji przez prezydenta Johna F. Kennedy'ego z powodu fiaska tej ostatniej operacji.
Był jednym z członków Komisji Warrena badającej sprawę zabójstwa Johna F. Kennedy’ego. Pomiędzy okresami w służbie rządowej Dulles był prawnikiem i partnerem biznesowym w spółce Sullivan & Cromwell. Jego starszy brat, John Foster Dulles, był sekretarzem stanu w administracji prezydenta Dwighta Eisenhowera, a na jego cześć nazwano port lotniczy Waszyngton-Dulles.